# Durdat-Larequille
Durdat-Larequille település Franciaországban, Allier megyében. Lakosainak száma 1317 fő (2022. január 1.). Durdat-Larequille Arpheuilles-Saint-Priest, La Celle, Commentry, Néris-les-Bains, Ronnet és Villebret községekkel határos.

## Népesség
A település népességének változása:
| Lakosok száma | 1089 | 1089 | 1139 | 1197 | 1309 | 1336 | 1328 | 1316 | 1317 | 1317 |
|               | 1968 | 1982 | 1990 | 2006 | 2013 | 2015 | 2017 | 2019 | 2020 | 2022 |